# Samuel L. Jackson
Samuel Leroy Jackson (* 21. prosince 1948 Washington, D.C.) je americký herec, známý například ze snímků Quentina Tarantina Pulp Fiction: Historky z podsvětí, Nespoutaný Django a Osm hrozných. Dále hrál například ve snímku Sirotčinec slečny Peregrinové pro podivné děti a ztvárnil postavu Nicka Furyho v několika snímcích série Marvel Cinematic Universe.

## Život
Samuel Leroy Jackson se narodil 21. prosince 1948 jako jediné dítě manželů Elizabeth (rozené Montgomeryové) a Roye Henryho Jacksonových. Za svůj život nicméně vyrůstal pouze s matkou, otce viděl asi dvakrát. Jeho rodina má původ v africkém Gabonu. V roce 1980 se oženil s LaTanyou Richardsonovou a o dva roky později se páru narodila dcera Zoe.
Hereckou kariéru v filmu a televizi zahájil již na začátku 70. let 20. století, v následujících dvou dekádách se však jednalo pouze o menší role. Přelomem byl pro něj film Tropická horečka (1991), kde ztvárnil postavu Gatora, který byl závislý na cracku. V následujících letech byl obsazen například do snímků Amos & Andrew, Pulp Fiction: Historky z podsvětí, Velký švindl, Čas zabíjet či Vyjednavač. Zahrál si také ve Star Wars nebo ve filmové sérii Marvel Cinematic Universe.
Má hvězdu na Hollywoodském chodníku slávy.
Po zastřelení neozbrojených Afroameričanů Michaela Browna a Erica Garnera policisty ve Fergusonu a New Yorku v roce 2014 odsoudil Jackson „násilí rasistické policie“ a podpořil protesty aktivistického hnutí Black Lives Matter, které upozorňuje na případy policejního násilí, jež měly za následek úmrtí lidí černé pleti.

## Vybraná filmografie
- 1991 – Tropická horečka (Gator Purify)
- 1992 – Bílé písky (Greg Meeker)
- 1992 – Vysoká hra patriotů (Robby Jackson)
- 1993 – Amos & Andrew (Andrew Sterling)
- 1993 – Jurský park (John Raymond Arnold)
- 1993 – Nabitá zbraň 1 (Wes Luger)
- 1993 – Pravdivá romance (Velký Don)
- 1994 – Pulp Fiction: Historky z podsvětí (Jules Winnfield; cena BAFTA pro nejlepšího herce ve vedlejší roli)
- 1994 – Pravidla hry (Sam)
- 1995 – Polibek smrti (Calvin Hart)
- 1995 – Psí život (Rumbo, dabing)
- 1995 – Smrtonosná past 3 (Zeus Carver)
- 1995 – Ztracený Izaiáš (Kadar Lewis)
- 1996 – Pátrání po Jednookém Jimovi (plukovník Ron)
- 1996 – Čas zabíjet (Carl Lee Hailey)
- 1996 – Dlouhý polibek na dobrou noc (Mitch Henessey)
- 1996 – Gambler (Jimmy)
- 1996 – Můj nejmilejší bar (Wendell)
- 1996 – Velký švindl (reverend Fred Sultan)
- 1997 – Jackie Brownová (Ordell Robbie)
- 1997 – 187 – Kód pro vraždu (Trevor Garfield)
- 1998 – Koule (Harry Adams)
- 1998 – Krvavé housle (Charles Morritz)
- 1998 – Vyjednavač (poručík Danny Roman)
- 1998 – Zakázané ovoce (Hejira Henry)
- 1999 – Star Wars: Epizoda I – Skrytá hrozba (Mace Windu)
- 1999 – Útok z hlubin (Russell Franklin)
- 2000 – Drsnej Shaft (John Shaft)
- 2000 – Krvavá volba (plukovník Terry L. Childers)
- 2000 – Vyvolený (Elijah Price)
- 2001 – Šílenec (Romulus Ledbetter)
- 2001 – Formula 51 (Elmo McElroy)
- 2002 – Hra o čas (Jack Friar)
- 2002 – Incident (Doyle Gipson)
- 2002 – Star Wars: Epizoda II – Klony útočí (Mace Windu)
- 2002 – xXx (agent Augustus Gibbons)
- 2003 – S.W.A.T. – Jednotka rychlého nasazení (seržant Dan „Hondo“ Harrelson)
- 2003 – Zelené peklo (seržant Nathan West)
- 2004 – Kill Bill 2 (Rufus)
- 2004 – Klíč k vraždě  (John Mills)
- 2005 – Coach Carter (trenér Ken Carter)
- 2005 – Policajtem proti své vůli (Derrick Vann)
- 2005 – Star Wars: Epizoda III – Pomsta Sithů (Mace Windu)
- 2005 – xXx: Nová dimenze (agent Augustus Gibbons)
- 2006 – Země zatracených (doktor Will Marsh)
- 2006 – Hadi v letadle (Neville Flynn)
- 2006 – Ve stínu pravdy (Lorenzo Council)
- 2006 – V řetězech (Lazarus Woods)
- 2007 – Pokoj 1408 (Gerald Olin)
- 2008 – V rytmu soulu (Louis Hinds)
- 2008 – Spirit (Octopus)
- 2008 – Iron Man (Nick Fury)
- 2009 – Hanebný pancharti (vypravěč; pouze hlas)
- 2009 – Astro Boy (ZOG; dabing)
- 2010 – Iron Man 2 (Nick Fury)
- 2011 – Thor (Nick Fury)
- 2011 – Captain America: První Avenger (Nick Fury)
- 2012 – Avengers (Nick Fury)
- 2012 – Nespoutaný Django (Stephen)
- 2013 – Turbo (Whiplash; pouze hlas)
- 2014 – Captain America: Návrat prvního Avengera (Nick Fury)
- 2015 – Kingsman: Tajná služba (Richmond Valentine)
- 2015 – Avengers: Age of Ultron (Nick Fury)
- 2015 – Osm hrozných (major Marquis Warren)
- 2016 – Cell (Tom McCourt)
- 2016 – Legenda o Tarzanovi (George Washington Williams)
- 2016 – Sirotčinec slečny Peregrinové pro podivné děti (Barron)
- 2017 – xXx: Návrat Xandera Cage (agent Augustus Gibbons)
- 2017 – Kong: Ostrov lebek (podplukovník Preston Packard)
- 2017 – Zabiják a bodyguard (Darius Kincaid)
- 2017 – Unicorn Store (prodavač)
- 2018 – Avengers: Infinity War (Nick Fury)
- 2018 – Úžasňákovi 2 (Lucius Best / Mražoun; hlas)
- 2018 – Life Itself (sám sebe)
- 2019 – Skleněný (Elijah Price / pan Glass)
- 2019 – Captain Marvel (Nick Fury)
- 2019 – Avengers: Endgame (Nick Fury)
- 2019 – Shaft (John Shaft II)
- 2019 – Spider-Man: Daleko od domova (Nick Fury)
- 2019 – The Last Full Measure (Takoda)